# 何故ダンツィヒのために死なねばならないか?
「何故ダンツィヒのために死なねばならないか?」（なぜダンツィヒのためにしなねばならないか?、フランス語: Pourquoi mourir pour Dantzig ?）は、第二次世界大戦直前のフランスで作られた宥和政策支持を示す政治スローガンである。ファシズム支持者の作家マルセル・デアが考案した。

## 記事
このスローガンは、新社会主義者の作家マルセル・デアが1939年5月4日付のパリの新聞『ルーブル』に寄せた記事のタイトルに由来する。この記事では、ナチス・ドイツがポーランド第二共和国に突き付けた最後通牒の1つ、自由都市ダンツィヒの管理権をドイツに移譲するという要求について取り上げていた。記事の中でデアは宥和政策への支持を示した。デアは、フランスにはポーランドを守る意思がなく、独首相アドルフ・ヒトラーも要求した領土を手に入れれば当然のことながら満足するであろうと主張した。また、ポーランドは好戦的でヨーロッパを戦争に引きずり込もうとしていると批難した。彼はフランス人がポーランド人の無責任な政治行為の代償として死刑に処されるべきではないと主張すると共に、ポーランドが長期に渡って戦い続けられるかどうかを疑問視した。デアは次のように述べた：「我々の領土、財産、自由を共に防衛するべくポーランドの友人たちと共に戦うということは、それが平和の維持への貢献となるのなら、勇気を持って思い描くことのできる展望だ」、「しかし、ダンツィヒのために死ぬことなどできようか！」（Mais mourir pour Dantzig, non !）。

## 影響
このスローガンの重要性と影響の評価については意見が分かれている。デアの記事およびいくつかの類似記事は、フランス国内外の外交官や政府関係者の目に留まり、エドゥアール・ダラディエ首相およびジョルジュ・ボネ外相による声明が発表されることになる。声明において、このスローガンが示す感情は、フランス国民およびフランス政府の多数派の見解を代表するものではないと指摘し、フランス＝ポーランド同盟の支持が再確認された。
ヘンリー・キッシンジャーは、このスローガンが1940年にフランスの士気をくじいたとしているが 、歴史家デイヴィッド・ゴードン（David Gordon）は、当時このスローガンはほぼ無視していたと主張する。歴史家ジュリアン・T・ジャクソンもゴードンの見解に同意し、イギリス人民党など一部過激派グループが支持したものの、記事発表当時は「ほとんど無視されていた」と指摘した。一方、歴史家カロル・ゴルスキ（Karol Górski）は、デアの記事とこのスローガンはフランス国内外で一定の支持を得ていたと主張しているほか、その他の研究者からはこのスローガンに共感したグループとして、フランスの知識人層、極右、孤立主義者が挙げられている。しかし、いずれにせよ一般大衆の間ではさほどの人気はなかった。トーマス・ソウェルは、当時のフランスの世論調査を引用し、国民の76％がダンツィヒ問題による開戦を支持していたことを指摘している。
ポーランドでは特に否定的に受け止められた。ポーランド語では「グダニスクのための死」（ポーランド語: umierać za Gdańsk）という形で定着し、「誰も同意すべきではない議論」という非形式的誤謬を意味する言い回しとして使われるようになった。ポーランドの政治的言説においてしばしば使われ、2012年の時点でも一般大衆に用語として広く認知されていた。ポーランド側の資料では、このスローガンがフランス人の大多数、さらにはイギリス人でさえも共有した支配的な見解であったと主張するものが多く、英仏国民は同盟国ポーランドのために戦うことを望んでいなかったとされる。英語およびフランス語の政治的言説においても時折引用される。1939年にはナチス・ドイツのプロパガンダにおいても利用され、まやかし戦争の期間にはフランス語放送で使われていた。
フランスの敗北とヴィシー政権の樹立後、デアは対独協力者となり、さらに後にはヴィシー政権当局よりも急進的な自らのファシズム政党への支持をドイツに求めるようになった。

## 関連文献
- Daniel Hucker (1 February 2011). Public Opinion and the End of Appeasement in Britain and France. Ashgate Publishing, Ltd.. ISBN 978-1-4094-0625-9 2012年10月31日閲覧。